# حمدي سيد السكوت
حمدي سيد أحمد السكّوت مفكر وكاتب مصري. حصل على ليسانس اللغة العربية وآدابها من كلية دار العلوم في جامعة القاهرة سنة 1374هـ الموافقة لسنة 1955م، كما حصل على دبلوم التربية من جامعة عين شمس في القاهرة سنة 1375هـ الموافقة لسنة 1956م، وقد حصل على درجة الدكتوراه من جامعة كامبريدج في إنجلترا سنة 1385هـ الموافقة لسنة 1965م، وقد تدرَّج في وظائف أكاديمية عدة حتى أصبح أستاذاً للأدب العربي الحديث. بالإضافة إلى كونه مديراً لوحدة البحث العلمي ومركز الدراسات العربية في الجامعة الأمريكية بالقاهرة. حصل على جائزة الملك فيصل العالمية في اللغة العربية والأدب سنة 1415هـ الموافقة لسنة 1995م بالاشتراك مع كل من سلمى الحفار الكزبري ومحمد أبو الأنوار، كما نال في سنة 1423هـ الموافقة لسنة 2002م جائزة توما لكتَّاب القارة الأفريقية، وجائزة مؤسسة اللغات الحديثة بالولايات المتحدة، وجائزة نادي الأهرام.